# 直交ミラーフィルタ
直交ミラーフィルタ（ちょっこうミラーフィルタ、英: Quadrature Mirror Filter、QMF）はフィルタバンクの一種で、折り返し雑音が発生しない特徴がある。サンプリング周波数の 1/4 の周波数に対し対称な周波数特性を持つ2つのデジタルフィルタを組み合わせることで、サンプリング時の折り返し雑音をキャンセルする。
直交ミラーフィルタはオーディオ信号や画像信号の知覚符号化を行う際などのフィルタバンクに用いられることが多く、例えばMP3やATRACなどのオーディオコーデックで利用されている。

## 概要
様々な信号の符号化を行う際など、信号を複数の周波数に分割して処理を行うことは多い。このような場合、入力信号をフィルタを使って複数の周波数成分に分解し、各成分をダウンサンプリングして処理を行う。元の信号の復元には、各信号をアップサンプリングした後に再度フィルタで必要な周波数成分のみを取り出して合成する。
このような場合、フィルタの不完全な周波数特性のため、サンプリング時に隣り合う周波数成分による折り返し雑音が発生し、最終的な信号は元の信号と異なるものになる。例えば、オーディオ信号の符号化の場合には再生された音の歪みとして現れる。
直交ミラーフィルタは、フィルタバンクを構成する各フィルタの特性に折り返し雑音のキャンセルを行うような制限を設けたもので、折り返し雑音が全く発生しない。
また、入力と全く同じ信号を完全再構成することも可能である。

### 折り返し雑音の除去
単純化した直交ミラーフィルタの構成は以下の図で表現できる。

2チャネルの直交ミラーフィルタ

ここで H0、G0、H1、G1 はフィルタを表し、↓2、↑2 はそれぞれダウンサンプリングとアップサンプリングを示す。図の左半分は信号を分析するステージで、右半分は信号を合成するステージである。この構成では信号をローパスフィルタとハイパスフィルタにより、2つの帯域に分割する。
Z変換を使うと、出力 {\displaystyle {\hat {X}}(z)} は以下の式で表現できることが分かっている
。
{\displaystyle {\hat {X}}(z)={\frac {1}{2}}X(z)\left(H_{0}(z)G_{0}(z)+H_{1}(z)G_{1}(z)\right)+{\frac {1}{2}}X(-z)\left(H_{0}(-z)G_{0}(z)+H_{1}(-z)G_{1}(z)\right)}
入力 X(z) を含む最初の項が信号成分、 X(-z) を含む2番目の項が折り返し成分を表す。この式より折り返し雑音が無くなる条件は以下の式で表される
。
{\displaystyle H_{0}(-z)G_{0}(z)+H_{1}(-z)G_{1}(z)=0\,}
直交ミラーフィルタの制約条件は、この式を満たす以下の条件となる。
{\displaystyle H_{1}(z)=H_{0}(-z)\qquad {\mbox{ (QMF Symmetry Constraint) }}\,}
{\displaystyle G_{0}(z)=H_{1}(-z)=H_{0}(z)\,}
{\displaystyle G_{1}(z)=-H_{1}(z)=-H_{0}(-z)\,}
この条件の最初の式は分析フィルタ H0 と H1 が周波数に対し対称な特性を持つ制約を表す。複素平面での |Z| = 1 の単位円上を考えると以下の式が成立する。
{\displaystyle |H_{1}(e^{j\omega })|=|H_{0}(-e^{j\omega })|=|H_{0}(e^{j(\omega -\pi )})|=|H_{0}(e^{j(\pi -\omega )})|\,}
このようにフィルタ特性が複素平面上で鏡映対称性を持つため、直交ミラーフィルタの名称で呼ばれる。
また、時間領域での各フィルタの関係は以下の式で表現される。
{\displaystyle h_{1}[n]=(-1)^{n}h_{0}[n]\,}
{\displaystyle g_{0}[n]=h_{0}[n]\,}
{\displaystyle g_{1}[n]=-(-1)^{n}h_{0}[n]\,}
2チャネル直交ミラーフィルタの各フィルタの特性は、ローパスフィルタ H0から導き出すことができる。

### 信号の完全再構成
フィルタによる振幅歪みや位相歪みも考慮すると、折り返し雑音が無くなるだけでは信号の完全再構成（Perfect Reconstruction、PR）の条件を満たすわけではない。折り返し雑音が無くなる制約条件が成り立つ場合、出力 {\displaystyle {\hat {X}}(z)} についての前出の式より信号の完全再構成の条件は以下のように表現できる。
{\displaystyle H_{0}(z)G_{0}(z)+H_{1}(z)G_{1}(z)=2z^{-l}\,}
ここで l は非負整数である。式の右辺の {\displaystyle z^{-l}} は入力と全く同じサンプル値が l ステップだけ遅れて出力に現れるような変換を表し、時間領域での以下の関係式に等しい。
{\displaystyle {\hat {x}}[n]=x[n-l]\,}
この式と折り返し雑音が無くなる条件とを組み合わせると、直交ミラーフィルタで信号の完全再構成を行うための制約として以下の式が求まる。
{\displaystyle H_{0}^{2}(z)-H_{0}^{2}(-z)=2z^{-l}\qquad {\mbox{ (QMF Perfect Reconstruction Constraint) }}\,}
この関係を満たすフィルタとしてハールフィルタ（Haar filter）{\displaystyle H_{0}(z)=(1+z^{-1})/{\sqrt {2}}} がある。この式を代入すると、以下の式が成り立ち、1 サンプルの遅延で元の信号を完全再構成できることが分かる。
{\displaystyle {\frac {1}{2}}\left(1+2z^{-1}+z^{-2}\right)-{\frac {1}{2}}\left(1-2z^{-1}+z^{-2}\right)=2z^{-1}\,}
より特性の優れた高次のFIRフィルタは完全再構成を行うための条件を満たすことができないことが分かっており、近似的に条件を満たすようフィルタを構成する。このような方法でも適切な設計により周波数特性の変動を非常な小さな値（±0.0015dB程度）に抑えることができる
。このようなフィルタは疑似QMF（Pseudo QMF）と呼ばれる。
また、IIRフィルタでは完全再構成が可能な特性の優れたフィルタを構成できる。

## 共役直交フィルタ
直交ミラーフィルタ以外でも、折り返し雑音の除去と完全再構成についての下記関係式を満たせば信号の完全再構成が可能である。
{\displaystyle H_{0}(-z)G_{0}(z)+H_{1}(-z)G_{1}(z)=0\,}
{\displaystyle H_{0}(z)G_{0}(z)+H_{1}(z)G_{1}(z)=2z^{-l}\,}
直交ミラーフィルタと同様に対称的な特性のフィルタを組み合わせる例として、共役直交フィルタ（英: Conjugate Quadrature Filter、CQF）がある。
H0 がフィルタ長 L のFIRフィルタの場合、共役直交フィルタの制約条件は以下のようになる。L は偶数とする。
{\displaystyle H_{1}(z)=z^{-(L-1)}H_{0}(-z^{-1})\,}
また、時間領域での各フィルタの関係は以下の式で表現される。
{\displaystyle h_{1}[n]=(-1)^{n}h_{0}[L-1-n]\,}
{\displaystyle g_{0}[n]=h_{0}[L-1-n]\,}
{\displaystyle g_{1}[n]=-(-1)^{n}h_{0}[n]=-h_{1}[L-1-n]\,}
合成フィルタのインパルス応答は解析フィルタのインパルス応答を逆順に時間反転したものとなる。

## マルチチャネルフィルタバンク
オーディオ信号の符号化など、多くの応用では2チャネル以上のフィルタバンクを構成する必要がある。2チャネルの場合と同様の原理を用いて、折り返し雑音の除去や信号の完全再構成が可能なマルチチャネルの直交ミラーフィルタや共役直交フィルタを構築できる
。
最も単純には、2チャネルのフィルタバンクを木構造に接続していく方法がある。
2チャネルに分割した両出力をそれぞれ必要なチャネル数になるまで分割していき、合成時は逆に2チャネルの合成を同じように繰り返す。個々の2チャネルフィルタバンクが完全再構成の特性を満たせば、全体のフィルタも完全再構成ができる。
この方式は、比較的設計が簡単でチャネル分割の自由度が高いという特徴がある。チャネル分割の仕方は、全体を均一な木構造にして全てを同じ帯域幅にすることもでき、周波数により分割数を変えることでそれぞれ異なった帯域幅にすることも可能である。例えば、片側のみに枝が伸びる木構造の形に2チャネルのフィルタバンクを接続すれば、帯域を 1/2、1/4、1/8、1/16、… と分割するオクターブバンド構成のフィルタになる。

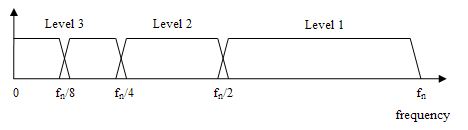
オクターブバンド構成フィルタバンクの周波数特性の例

もっと直接的に2チャネルの構成を任意の M-チャネルに拡張し、M 個の分析フィルタと 1/M ダウンサンプリング、及び M 倍アップサンプリングとM 個の合成フィルタを並列に並べることで実現する方法もある。2チャネルの場合より複雑になるが、折り返し雑音の除去、及び信号の完全再構成の制約条件があり
、それを満たすフィルタの組み合わせで完全再構成が可能なマルチチャネルフィルタバンクを実現できる。

## フィルタバンクと離散ウェーブレット変換
直交ミラーフィルタや共役直交フィルタによるフィルタバンクは離散ウェーブレット変換の理論と関係がある。片側のみに枝が伸びる木構造の形に2チャネルのフィルタバンクを接続したオクターブバンド構成のフィルタバンクは、2進離散ウェーブレット変換に等しい。

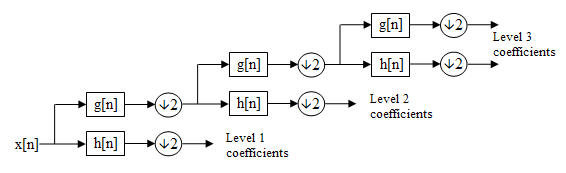
2進ウェーブレット変換の係数のカスケード計算の例

信号処理と応用数学の分野で別々に使われてきたフィルタバンクとウェーブレット変換は、1つの理論の別の側面として扱われるようになっている。